# Proboloides holmesi
Proboloides holmesi is een vlokreeftensoort uit de familie van de Stenothoidae. De wetenschappelijke naam van de soort is voor het eerst geldig gepubliceerd in 1973 door Bousfield.